# Salif Traoré (Costa do Marfim)
Salif Traoré, conhecido pela alcunha de Commandant Tracteur (Comandante Trator), é um carismático senhor da guerra da Costa do Marfim, uma das figuras importantes da rebelião das Forces Nouvelles (FN), que participou ativamente na captura de Abidjan durante a Segunda Guerra Civil da Costa do Marfim.
Ex-funcionário do Banco Africano de Desenvolvimento (BAD), juntou-se à rebelião liderada por Guillaume Soro nas primeiras horas da eclosão da crise em 19 de setembro de 2002.
Uma façanha armada na região de Gohitafla no início da rebelião de 2002 rendeu-lhe o apelido que escolheu para si, “tracteur”. À frente de um destacamento de dozos e pescadores bozos, apreendeu um paiol de pólvora sem disparar um tiro e trouxe para sua base quantidades de armas e munições “como um trator”.
O Comandante Trator e os seus apoiantes foram atores importantes na crise de 2010-2011.
Salif Traoré permaneceu próximo de Guillaume Soro e possivelmente de Issiaka Ouattara conhecido como Wattao.
No final da guerra, esteve durante algum tempo encarregado da questão dos ex-combatentes pelo Ministério da Defesa. Na verdade, teria milhares de combatentes sob sua “proteção”. Equipados com Kalashnikovs e, por vezes, com armas pesadas, afirmam estar distribuídos por toda a cidade, utilizados como guardas, muitas vezes por estruturas militares ou estatais.
O seu nome está associado ao motim de meados de Novembro de 2014, durante o qual soldados da antiga rebelião manifestaram-se e bloquearam muitas cidades do país durante um dia, o que resultou no pagamento de salários em atraso e promoções a quase 9.000 homens.
Na noite de 19 de dezembro de 2014, foi preso pelas forças de segurança juntamente com 25 dos seus homens na casa do falecido Marcel Gossio, antigo diretor-geral do Porto Autónomo de Abidjan, em Attoban, onde estava a se esconder. Um dos seus elementos é morto durante a operação. Salif Traoré, detido durante quase um mês, foi libertado após a intervenção de autoridades superiores.
Durante as eleições municipais em Abobo em 2018, apoiou Téhfour Koné, um amigo próximo de Guillaume Soro, um candidato independente que se opunha ao candidato governista, o Ministro da Defesa Hamed Bakayoko (Reagrupamento de Houphouëtistas por Democracia e Paz - RHDP).
Em 13 de outubro de 2018, encontrava-se foragido enquanto cinco dos seus elementos foram detidos por perturbação da ordem pública e posse ilegal de armas.